# A126 (Frankrijk)
De Autoroute 126 (A126) is een Franse autosnelweg gelegen in de zuidelijke voorsteden van Parijs. De snelweg is zo'n 7 kilometer lang en heeft 1x2 rijstroken op de stukken waar hij niet samenloopt met de A10. De weg start ter hoogte van Chilly-Mazarin en loopt westwaarts richting de A10. De A126 takt af van de A10 ter hoogte van Palaiseau, waar zich tevens een afrit bevindt. Vervolgens gaat de baan over in de D36.